# Lebanon, New Hampshire
Lebanon este un oraș în comitatul Grafton, New Hampshire, Statele Unite ale Americii. Se află la o altitudine de 177 m deasupra nivelului mării. Are o suprafață de 106,897345 km² și 107,053824 km². Populația este de 14.282 locuitori, determinată în 1 aprilie 2020, prin recensământ.